# Patrimonio natural

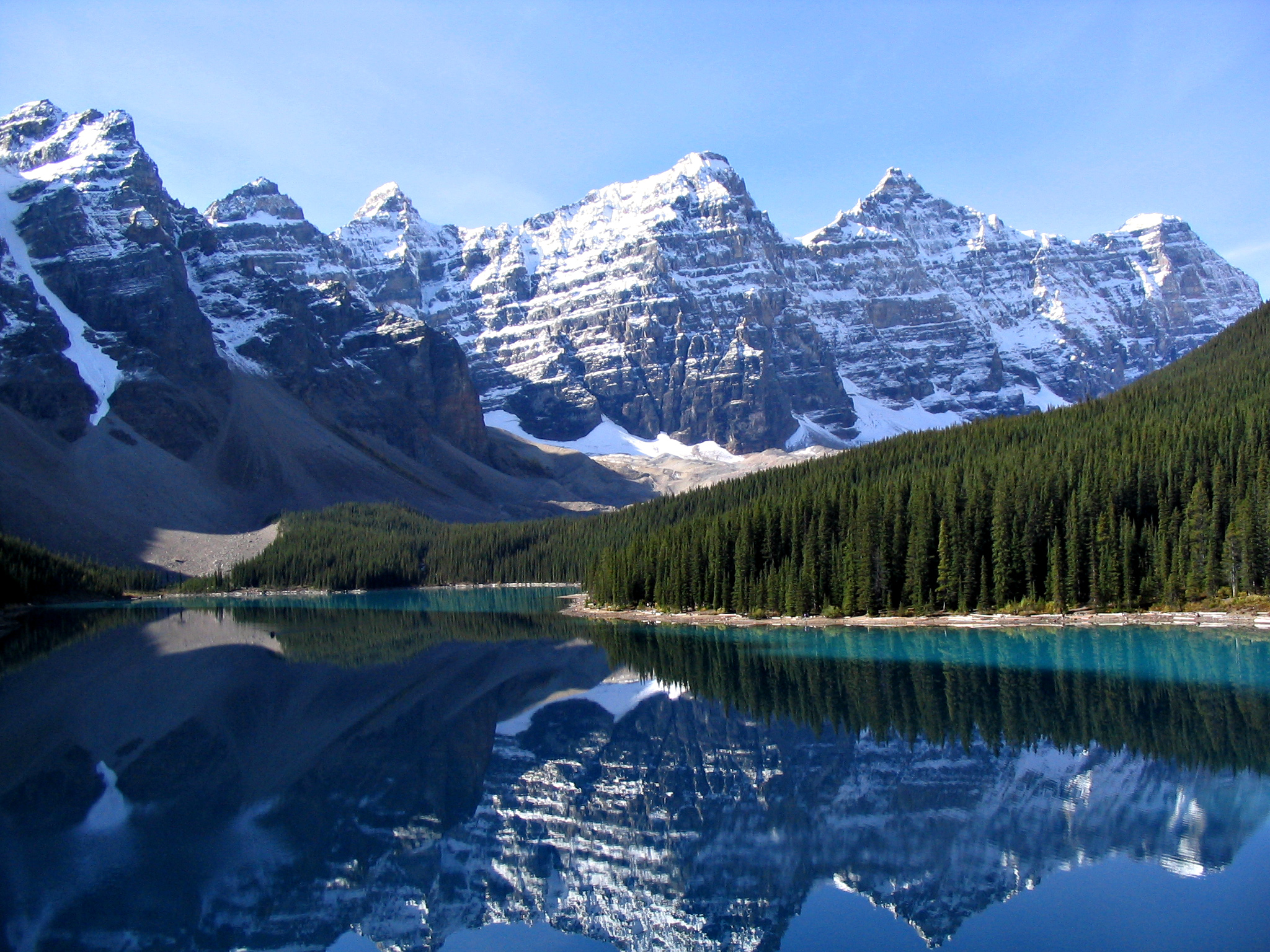
Lago Moraine.

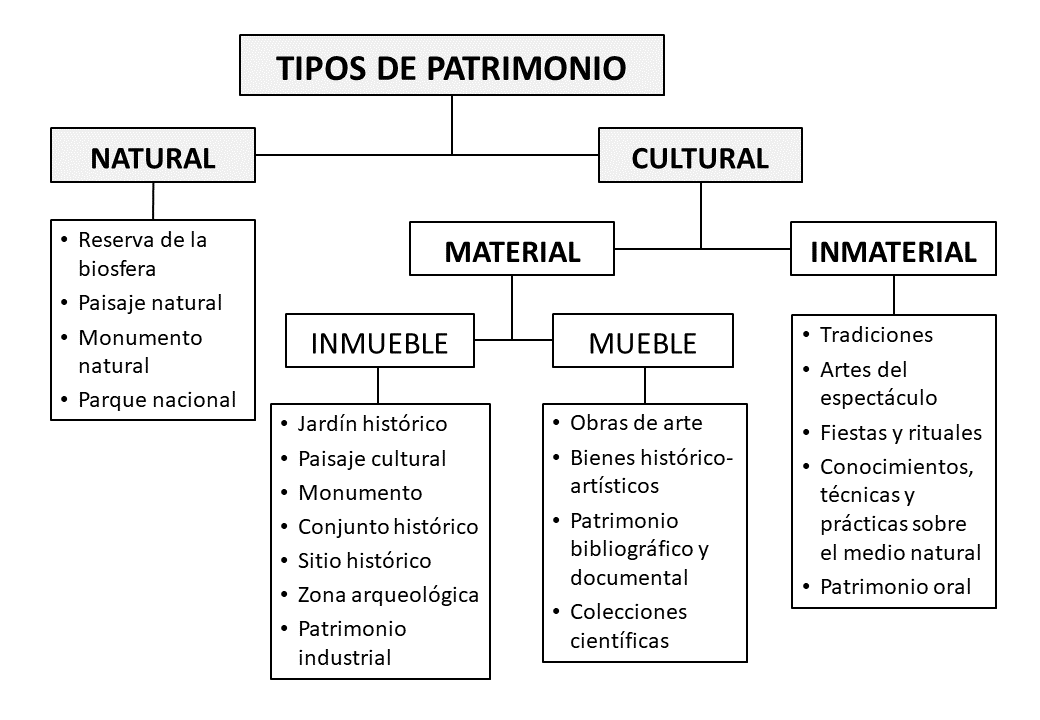
Tipos de patrimonio.

El patrimonio natural está constituido por monumentos naturales construidos por formaciones físicas y biológicas, es decir, estas fueron creadas a lo largo del tiempo por la naturaleza, teniendo un valor universal excepcional desde el punto de vista estético y científico además de cultural. El patrimonio natural lo constituyen las reservas de la biosfera, los monumentos naturales, las reservas y parques nacionales, y los santuarios de la naturaleza, que nos ha legado el pasado.
Las formaciones geológicas o fisiográficas y las zonas estrictamente delimitadas constituyendo el hábitat de especies de animales y vegetales amenazados de desaparición tienen un valor desde el punto de vista de la ciencia o de la conservación de las mismas y conservación del ambiente.
Teniendo como resumen todos los animales, plantas, territorios y conjuntos de estos tres grupos hacen que signifiquen valores universales en cuanto a la protección y conservación de especies animales y vegetales en peligro de desaparición o paisajes integrales en peligro de destrucción o transformación son en términos generales un patrimonio natural cuya custodia en la conservación o en su caso multiplicación es responsabilidad de una nación ya que dicho patrimonio debe de permanecer igual en su raíz biológica donde se encuentre como un pueblo o una ciudad y por lo tanto debe seguir perteneciéndole evitando su desaparición de manera que se mantenga para las generaciones futuras. Incluye obras arquitectónicas y ambientes naturales excepcionales. Las construcciones humanas deben ser representativas de una cultura para considerarse patrimonio, sea cual sea el momento de su creación.
Algunos patrimonialistas y museólogos que estudian los vínculos del patrimonio cultural con la naturaleza han alertado sobre las consecuencias concretas de las alteraciones ambientales tanto en la música folklórica como en la producción de artesanías tradicionales y en la supervivencia de las creencias, mitos y leyendas de los pueblos originarios. Sostienen que la destrucción del patrimonio natural, en definitiva, atenta contra la identidad de los pueblos.

## Por países

### Unión Europea

#### España
En España, se encuentra regulado por la Ley del Patrimonio Natural y de la Biodiversidad, que derogó a la anterior Ley de Conservación de los Espacios Naturales y de la Flora y Fauna Silvestres.
Entre los instrumentos para el conocimiento y planificación del patrimonio natural y de la biodiversidad, incluye:.
- Inventario Español del Patrimonio Natural y de la Biodiversidad.
- Plan Estratégico Estatal del Patrimonio Natural y de la Biodiversidad.
- Estrategia estatal de infraestructura verde y de la conectividad y restauración ecológicas.
- Planes de Ordenación de los Recursos Naturales (PORNs).

En la catalogación, conservación y restauración de hábitats y espacios de patrimonio natural, incluye:
- Catalogación de hábitats en peligro de extinción : Catálogo español de Hábitats en Peligro de Desaparición y Estrategias y planes de conservación y restauración.
- Protección de espacios: los espacios naturales protegidos y su clasificación en Parques, Reservas  Naturales, Áreas Marítimas Protegidas, Monumentos Naturales y  Paisajes Protegidos. Asimismo se ocupa de las zonas periféricas de protección y las Áreas de Influencia Socioeconómica.
- Espacios protegidos Red Natura 2000.
- Áreas protegidas por instrumentos internacionales .

En relación con el uso sostenible del patrimonio natural y de la biodiversidad:
- Red española de reservas de la biosfera y programa persona y biosfera (Programa MaB).
- Acceso a los recursos genéricos procedentes de taxones silvestres.
- Comercio internacional de especies silvestres.
- Conocimientos tradicionales.

Asimismo, también se ocupa del Fondo de Restauración Ecológica y Resiliencia (FRER) (FCOJ).